# Honda Classic
El Honda Classic es un torneo masculino de golf que se disputa desde 1972 en Palm Beach Gardens, Florida, Estados Unidos. Se juega en marzo y tiene una bolsa de premios de 8 millones de dólares, de los que 1,4 corresponden al ganador.
La sede del torneo ha variado a lo largo de los años. Originalmente era el Inverrary Golf Club de Lauderhill, por lo que el torneo se llamaba Inverrary Classic. En 1984 se mudó al TPC Eagle Trace de Coral Springs, adoptando su nombre actual debido al patrocinio del fabricante de automóviles Honda. Entre 1992 y 1995 se jugó en Weston y en 1996 volvió al TPC Eagle Trace. 
Nuevamente cambió de sede al TPC at Heron Bay, también en Coral Springs. Entre 2003 y 2006 se jugó en el Country Club at Mirasol, del poblado de Palm Beach Gardens. Desde 2007 se juega en el PGA National Golf Club de Palm Beach Gardens.
Desde 1982, el Honda Classic se emite en Estados Unidos por la cadena de televisión NBC.

## Ganadores
| Año  | Golfista           |
| ---- | ------------------ |
| 1972 | Tom Weiskopf       |
| 1973 | Lee Trevino        |
| 1974 | Leonard Thompson   |
| 1975 | Bob Murphy         |
| 1976 | No se disputó      |
| 1977 | Jack Nicklaus      |
| 1978 | Jack Nicklaus      |
| 1979 | Larry Nelson       |
| 1980 | Johnny Miller      |
| 1981 | Tom Kite           |
| 1982 | Hale Irwin         |
| 1983 | Johnny Miller      |
| 1984 | Bruce Lietzke      |
| 1985 | Curtis Strange     |
| 1986 | Kenny Knox         |
| 1987 | Mark Calcavecchia  |
| 1988 | Joey Sindelar      |
| 1989 | Blaine McCallister |
| 1990 | John Huston        |
| 1991 | Steve Pate         |
| 1992 | Corey Pavin        |
| 1993 | Fred Couples       |
| 1994 | Nick Price         |
| 1995 | Mark O'Meara       |
| 1996 | Tim Herron         |
| 1997 | Stuart Appleby     |
| 1998 | Mark Calcavecchia  |
| 1999 | Vijay Singh        |
| 2000 | Dudley Hart        |
| 2001 | Jesper Parnevik    |
| 2002 | Matt Kuchar        |
| 2003 | Justin Leonard     |
| 2004 | Todd Hamilton      |
| 2005 | Pádraig Harrington |
| 2006 | Luke Donald        |
| 2007 | Mark Wilson        |
| 2008 | Ernie Els          |
| 2009 | Y.E. Yang          |
| 2010 | Camilo Villegas    |
| 2011 | Rory Sabbatini     |
| 2012 | Rory McIlroy       |
| 2013 | Michael Thompson   |
| 2014 | Russell Henley     |
| 2015 | Pádraig Harrington |
| 2016 | Adam Scott         |
| 2017 | Rickie Fowler      |
| 2018 | Justin Thomas      |
| 2019 | Keith Mitchell     |
| 2020 | Im Sung-jae        |
| 2021 | Matt Jones         |
| 2022 | Sepp Straka        |
| 2023 | Chris Kirk         |